# Бойко Тихон Максимович
Ти́хон Макси́мович Бо́йко (*16 червня 1898, Новоселиця — †після 1 грудня 1924) — громадський діяч, військовий; сотник Армії УНР. Член Українського клубу імені Григорія Квітки-Основ'яненка.
Відповідно до українського законодавства є борцем за незалежність України у ХХ столітті.

## Біографія
Народився в сім'ї Максима та Мотрі Бойків. Закінчив Суботівську 2-класну школи ім. Богдана Хмельницького (1912) та 6 класів 2-ї Харківської казенної гімназії (1916).
В «Curriculum vitae» зазначав:
|  | Під час мого перебування у Харкові я був членом Українського клюбу імени Григорія Квітки-Основ’яненка, де працював яко співробітник. Бувши учнем 7 кляси, в кінці 1916 року вступив на правах однорічника до російської армії в Уланський Бугський полк, прослуживши там до серпня 1917 року. Із серпня по хворості на апендицит звільнений з війська. Перебував вдома, помагав по господарству. В листопаді 1918 року, перебуваючи в Харкові, я вступив у 1-й запорозький імені Гетьмана Петра Дорошенка полк, з яким весь час перебував на фронті по листопад 1919 року. В листопаді я був відкомандирований з фронту в СЮШ до Кам’янця, в якій пробув до березня 1921 року. Незвичайно тяжкі умови фронтового життя, тифи, страшне голодування під час переходу через Румунію і нарешті інтернування в Ланцуті дуже прикро відбилось на моїм здоровлі. Я занедужав і був звільнений з табору інтернованих. З Ланцуту я виїхав на Волинь, окуповану польською владою, де працював робітником на телеграфних лініях по квітень 1923 року. В квітні виїхав до ЧСР, нелегально перебрався через кордон і приїхав до Праги, де за допомогою тутешньої української організації дістав право на перебування на терені ЧСР, що дало мені можливість вступити на працю. 3 першого вересня я вступив дійсним слухачем на матуральні курси, де студіюю по теперішній час. 18 липня 1924 року |

Подавав документи в Українську Господарську академію в Подєбрадах, але не був прийнятий за браком вакансій і через відсутність свідоцтва про середню освіту.